# خورشیدماهی کوتوله خط‌دار
خورشیدماهی کوتولهٔ خط‌دار (نام علمی: Elassoma zonatum) نام یک گونه از سردهٔ خورشیدماهی کوتوله است. این گونه ماهی بوم‌زادِ ایالات متحدهٔ آمریکا است که در ایندیانا و ایلینوی تا تگزاس مشاهده شده‌است. بیشترین اندازهٔ ثبت‌شده برای این گونه ۴٫۷ سانتی‌متر است.